# Los Koyas
Los Koyas es un conjunto compuesto por cinco músicos y cantantes solistas.
Fue creado en 1970 y presenta en escena una selección de temas de doce países latinoamericanos, de los Andes a Cuba.
Entre los numerosos instrumentos que tocan los integrantes del grupo, figuran la quena, el charango, el arpa, los instrumentos de percusión de América Latina, la guitarra y el violín. También se destaca la variedad de los estilos musicales y ritmos de su repertorio : cumbias colombianas, zambas, cuecas y chacareras argentinas, joropos y pasajes venezolanos, rancheras y boleros mexicanos, tonadas y trotes chilenos, polcas y guaranias paraguayas, huaynos, yaravis y valses peruanos, sayas y taquiraris bolivianos, y muchos más. 
En 2009, el conjunto Los Koyas graba "Voyage au coeur de l'Amérique latine", un nuevo álbum en el cual participa el charanguista Jaime Torres. 

## Discografía del conjunto Los Koyas
Esta discografía solo incluye los discos editados en sus versiones para Francia.
Recordemos que los discos de Los Koyas fueron distribuidos en todo el mundo y también editados en muchos países bajo la licencia de las casas de discos Barclay y Atoll Music.
Los cinco músicos solistas del conjunto totalizan 93 álbumes.
Albums oficiales de Los Koyas
- Au son de la flûte indienne Volume 1 (Disco Barclay)
- Au son de la flûte indienne Volume 2 (Disco Barclay)
- Quena Inmortal (Disco Barclay)
- Variations (Disco Barclay)
- Mosaïque (Disco Barclay)
- Le Top des Andes (Atoll Music)
- Flûtes des Andes - Les plus grands thèmes
- Voyage au coeur de l'Amérique latine (2009)

Singles oficiales de Los Koyas
- Ave Maria / Les Quatre Saisons
- Aria / Modinha

## Medias
- Un tema peruano interpretado por Los Koyas con los instrumentos andinos

- Wikimedia Commons alberga una categoría multimedia sobre Los Koyas.

- Datos: Q3259746
- Multimedia: World music / Q3259746